# 크레이그 카운셀
크레이그 존 카운셀(Craig John Counsell, 1970년 8월 21일 ~ )는 메이저 리그 베이스볼에서 전 미국의 프로 야구 선수이며 감독이다. 카운셀은 5개의 팀들을 위하여 16개의 시즌들에서 활약한 내야수였다. 현재 그는 시카고 컵스의 감독이다.
카운셀은 1997년 플로리다 말린스와 2001년 애리조나 다이아몬드백스와 함께 자신의 플레이오프 상연들로 가장 잘 알려졌다. 그는 월드 시리즈가 끝내기 타점과 끝난 마지막 2회를 위한 루에 지내온 우수성을 가지며 2001년 내셔널 리그 챔피언십 시리즈의 MVP로 임명되었다. 그는 또한 자신의 유일한 타구 자세로 알려졌으며 자신 경력의 거의를 위하여 카운셀은 자신의 머리 위에 자신의 배트를 잡고 타격을 위한 자신이 준비하는 동안에 여전힌 더 높게 뻗는 것으로 보였다. 자신 경력의 후반에 카운셀은 두드러지게 자신의 타구 자세를 낮추었다.

## 어린 시절
인디애나주 사우스벤드에 태어난 카운셀은 위스콘신주 화이트피시 베이에서 자라와 자신이 야구를 한 화이트피시 베이 고등학교에서 수학하였다. 그의 부친 존은 밀워키 브루어스를 위한 그들의 의장국의 국장과 공동체 관계의 관리자로 일하였다. 카운셀은 자신이 노트르담 파이팅 아이리시 야구 팀을 위하여 활약한 노트르담 대학교에서 수학하였다.

## 프로 경력
콜로라도 로키스는 1992년 메이저 리그 베이스볼 드래프트의 11번째 라운드에서 카운셀을 선발하였다. 그는 1995년 9월 17일 로키스와 자신의 메이저 리그 데뷔를 하고 그 시즌에 로키스를 위하여 3개의 경기들 만에 나왔다. 로키스는 1997년 7월에 마크 허튼을 위하여 카운셀은 플로리다 말린스로 이적시켰다. 그는 즉시 말린스의 정규적 출발 2루수가 되었다. 그는 클리블랜드 인디언스를 상대로 1997년 월드 시리즈의 7번째 경기 11회의 말에서 우승점을 득점하였다.
1999년 6월 말린스는 후에 임명될 선수(마이너 리그 선수 라이언 모스카우)를 위하여 카운셀을 로스앤젤레스 다저스로 이적시켰다. 다저스는 2000년 봄 훈련이 있는 동안에 카운셀은 내보내고 그는 애리조나 다이아몬드백스와 계약을 맺었다. 다이아몬드백스와 그의 체재는 4년 동안 지속되었다. 카운셀은 2001년 내셔널 리그 챔피언십 시리즈에서 8루 21타를 치고 챔피언십 시리즈의 MVP 상을 수상하였다. 그는 루이스 곤살레스가 다이아몬드백스를 위한 우승점에서 히트를 쳐서 주자를 흠인시킨 후, 2001년 월드 시리즈 7번째 경기 9회의 말에서 곤살레스를 위한 만루를 만드는 데 마리아노 리베라에 의한 투구에 의하여 안타되었다.

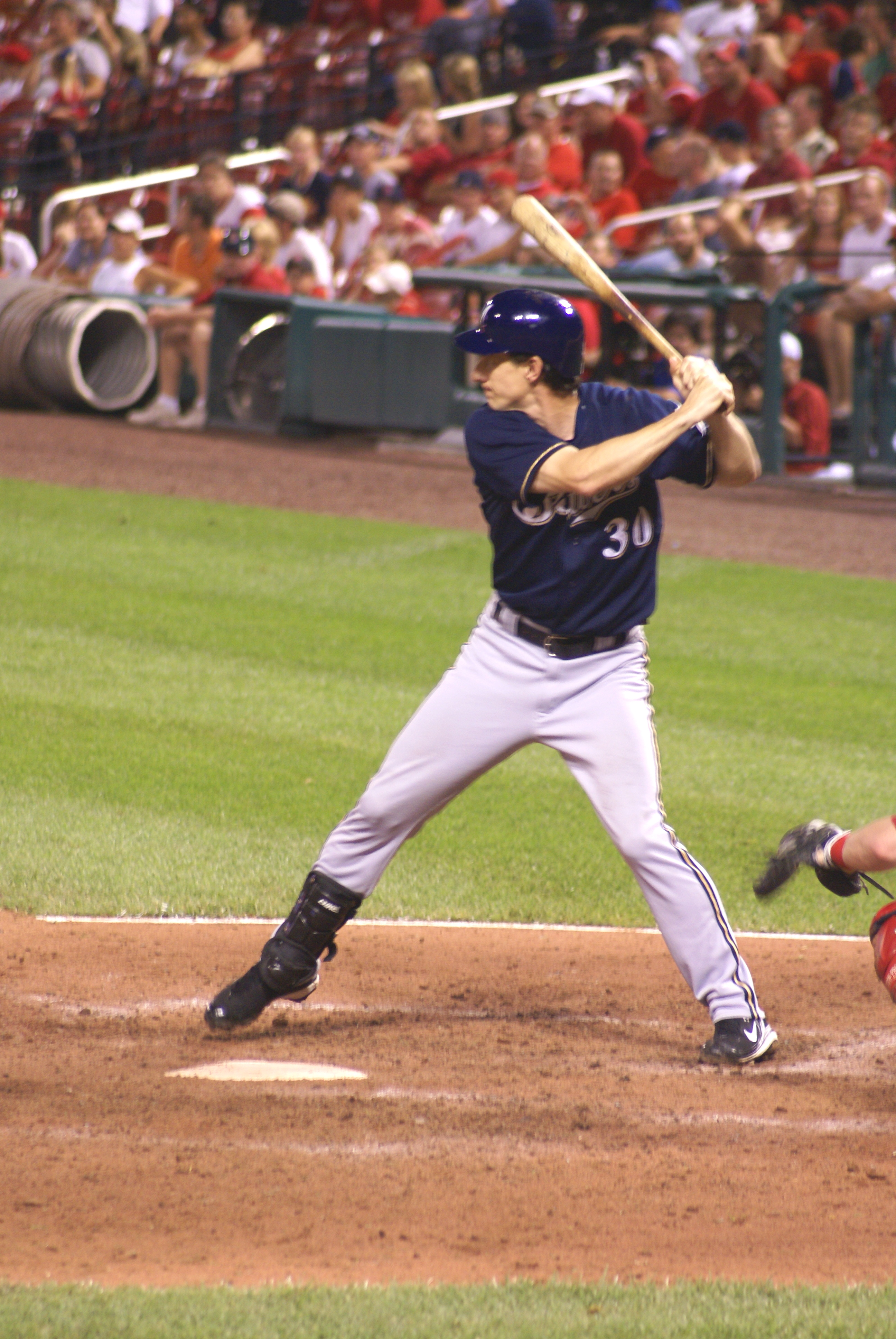
밀워키 브루어스를 위하여 타구를 하는 카운셀

2003년 시즌 이후에 다이아몬드백스는 리치 섹슨과 후에 임명될 선수(마이너 리그 선수 누치 바너)를 위하여 크리스 카푸아노, 채드 몰러, 라일 오버베이, 호르헤 데라로사와 주니어 스파이비와 함께 카운셀을 밀워키 브루어스로 이적시켰다. 브루어스와 함께 카운셀은 2004년 유격수에서 시작하였다. 브루어스와 1개의 시즌 후에 카운셀은 더 2개의 시즌들을 위하여 자유 계약 선수로서 다이아몬드백스로 돌아왔다.
카운셀은 2007년을 위하여 자유 계약 선수로서 브루어스에 돌아와 유용 내야수의 역할을 채웠다. 그는 다저스의 데릭 로를 상대로 2008년 8월 16일 자신의 1000번째 경력 안타를 기록하였다. 2011년 그는 내셔널 리그에서 4번째로 연장자 선수였고, 모든 활동적 2루수들의 2번째로 최고 경력 수비 퍼센티지를 가졌다.
2010년 그는 스포팅 뉴스에 의하여 스포츠에서 13번째로 가장 훌륭한 선수로 선택되었다.
2011년 6월 11일에서 8월 3일까지 카운셀은 직위 선수를 위한 안타 없이 연속적 타석을 위한 스포츠 사상의 기록을 동점매겨 벤치 선수와 임시 선발 투수로서 45개의 타석들의 연정 연승에서 치지 않았다. 기록은 1909년 이름나게 부족한 타수 빌 버겐에 의하여 세워지고 후에 내야수 데이브 캠벨에 의하여 동점이 매겨졌다. 그 일은 버겐의 연정 연승은 46개였다고 보고되었으나 그 후의 연구는 뚜렷이 45개의 타석에서 멈추어진 버겐의 연정 연승을 설립하여 카운셀이 동점을 매겼으나 기록을 깨지 않았다는 의미였다. 기록은 카운셀이 동점을 매긴지 몇주 후의 만에 다저스의 에우게니오 벨레스에 의하여 깨졌다.

### 수비
평가되는 방어의 공간적 집합 수비 평가에 의하여 카운셀은 각각 10.18점과 5.86점으로 모아진 평균 득점들과 함께 2002년부터 2008년까지 둘다 최고의 정격 2루수와 3루수였다.

## 선수 생활의 이후의 경력
2012년 초순에 카운셀은 브루어스와 함께 최종적 직위를 차지하려고 프로 야구 선수로서 은퇴를 하였다. 카운셀은 총지배인 더그 멜빈에 특별 보조인을 지냈다. 2014년 카운셀은 브루어스 라디오 방송을 위한 일부 시간의 흥미와 상상을 자극하기 위하여 곁들여진 프로의 분석자로 임명되었다. 그는 주요 아나운서 밥 유커가 빠질 때 조 블록과 함께 한 호출 경기들로 대릴 해밀턴과 제리 오거스틴과 함께 교대하였다.
2015년 5월 4일 카운셀은 하루 전에 론 로니크가 해고를 당한 후에 브루어스의 감독이 되는 데 그 팀에 의하여 기용되었다. 그는 3년 계약을 맺었다.

## 개인 생활
그는 부인 미셸과 함께 4명의 자식들을 두었는데 아들 브래디와 잭, 딸 핀리와 로언이다.